# Allegany (New York)
Allegany is een plaats (town, maar ook een village met deze naam) in de Amerikaanse staat New York, en valt bestuurlijk gezien onder Cattaraugus County.

## Demografie
Bij de volkstelling in 2000 werd het aantal inwoners van de town vastgesteld op 8230, en van de village op 1883.

## Plaatsen in de nabije omgeving
De onderstaande figuur toont nabijgelegen plaatsen in een straal van 16 km rond Allegany.